# Hanna Fenichel
Hanna Fenichel Pitkin (17 de julio de 1931-6 de mayo de 2023) fue una política teórica y profesora emérita de ciencia política en la Universidad de California, Berkeley.
Hija de Otto Fenichel, Pitkin nació en Berlín y emigró a Estados Unidos en 1938. Obtuvo su doctorado de la Universidad de Berkeley en 1961 y en 1982 el premio Distinguished Teaching de la misma.
Pitkin trabajaba en temas de historia de la política europea desde la época antigua hasta el tiempo actual a través del lenguaje ordinario filosófico y el análisis de textos, pero también en temas relacionados con el psicoanálisis y género en teoría política y social.
Algunos de sus libros son: The Concept of Representation (1967), Wittgenstein and Justice (1972, 1984, 1992) y Fortune Is a Woman: Gender and Politics in the Thought of Niccolò Machiavelli (1984, 1999). En 1998 publicó The Attack of the Blob: Hannah Arendt's Concept of "the Social". Existe una selección amplia de sus textos en Hanna Fenichel Pitkin: Politics, Justice, Action (2016).
En 2003 obtuvo el premio Johan Skytte en ciencia política. Está casada con el teórico político John Schaar.

## Obra y Aportaciones
La obra de Hanna Fenichel Pitkin se centra básicamente en el análisis crítico de textos de pensadores políticos y filósofos como Hobbes, Ludwig Wittgenstein, Maquiavelo o Hannah Arendt. Es en su primera obra, "The Concept of Representation",  donde la autora aporta una clasificación sobre los distintos tipos de representación. En sus posteriores trabajos académicos y publicaciones, la crítica hacia diversos pensadores políticos y filosóficos son su objeto de análisis central.
En el desarrollo de este apartado se explican sus cuatro obras y aportaciones a la teoría política más conocidas: "The Concept of Representation"; "Wittgenstein and Justice: On the Significance of Ludwig Wittgenstein for Social and Political Thought"; "Fortune Is a Woman: Gender and Politics in the Thought of Niccolò Machiavelli"; y "The Attack of the Blob: Hannah Arendt's Concept of the Social".

### The Concept of Representation
La Representación es un término complicado de definir. Es un concepto moderno que se mezcla con significados antiguos y que, por ello, resulta complicado dar una definición clara y sin contradicciones de la palabra representación. La representación puede ser interpretada en un ámbito democrático y liberal, aunque también en un ámbito autoritario, pues mientras el líder sea el representante de su pueblo, existe representación. Representación, en términos generales, significa hacer presente en algún sentido algo que, sin embargo, no está, literalmente, de hecho presente.
Los posteriores capítulos del libro muestran las visiones de la representación para algunos de los pensadores políticos más ilustres de la historia. El trabajo de Pitkin, pues, se centra en la identificación de las diferentes vertientes teóricas de la representación para los pensadores y dedica su libro a la clasificación de tales tipos de representación.

#### El Problema de Hobbes
La perspectiva que desarrolla Hobbes sobre la representación es, a su tiempo, tentadoramente plausible y peculiarmente deficiente, según la autora. Porque es plausible, ha incitado a muchos otros autores desde la época de Hobbes a desarrollar otras teorías. Porque es deficiente, se puede utilizar como medio hacia un estudio más amplio de lo que es la representación.
El análisis de la representación que Hobbes nos plantea pasa por la noción de una distinción entre personas "naturales y "artificiales", llegando a clasificar finalmente a un representante como una especie de persona artificial. En la terminología del filósofo inglés, la existencia del representante como una persona artificial radica en que las acciones que el representante ejecuta no son suyas, sino de alguien más. Bajo esta clasificación de las personas, Hobbes llama al hombre que ejecuta realmente una acción el "actor"; y aquel bajo cuya autoridad actúa el primero, lo llama "autor".
Para la autora, esta definición de representación puede parecernos correcta y atraernos, pero cuando observamos el resultado final de la definición encarnada en un sistema político hobbesiano con un soberano absoluto, percibimos que algo va mal, que la representación ha desaparecido de algún modo. Es más, Pitkin cree que Hobbes desarrolló una perspectiva demasiado estrecha de la representación abordándola solo desde un ángulo, teniendo en cuenta únicamente una representación totalitarista.
A partir de la explicación de la problemática de Hobbes, Pitkin se dispone a poner nombre y clasificar las distintas formas de la representación. Cuatro son las distintas formas de representación que nos ofrece: Representación Formal; Representación Descriptiva; Representación Simbólica; y la Representación entendida como "Actuar por".

#### La Representación Formalista
Este tipo de representación se entiende con el concepto de autorizar. El representante, en este caso, es alguien que ha sido autorizado para actuar. Esto significa, para Pitkin, que le ha sido otorgado un derecho de actuar del cual no disponía anteriormente, mientras que el representado se hace responsable de las consecuencias de las acciones como si las hubiera realizado él mismo.
Se trata de una perspectiva claramente sesgada a favor del representante, puesto que sus derechos han sido ampliados y sus responsabilidades disminuidas. En contra, el representado ha adquirido nuevas responsabilidades y ha renunciado a algunos de sus derechos.
Pitkin denomina a esta representación formalista porque define la representación en términos de una transacción que tiene lugar al principio, antes de que comience lo que ella llama la verdadera representación.

#### La Representación Descriptiva
En esta categoría, la representación depende de las características del representante, de lo que es o de lo que parece ser, en ser algo antes que el hacer algo. Para Pitkin, el representante no actúa por otros, sino que los sustituye en virtud de una conexión entre ellos. Esto significa que lo que parece más importante en este tipo de representación es la composición del gobierno en relación con la semejanza entre los representados que las políticas que desarrolla.

#### La Representación Simbólica
La representación simbólica es entendida aquí como la simbolización de todo tipo de representación. Es decir, un representante político debe ser entendido y sentido a modo de la bandera que representa la nación, o como cualquier emblema que representa un culto.
Por lo tanto, el representante aquí debe ser entendido como símbolo nacional. Debe tener la misma significación e importancia que una bandera o cualquier otro símbolo que pueda identificarse con la nación a la que representa.

#### La Representación Entendida como "Actuar por"
Se entiende como "Actuar por" la representación ya no como actos formales ni correspondencias estáticas de los representantes, sino como la actividad de actuar en interés de los representados de una manera sensible ante ellos.

### Wittgensteinand Justice: On the Significance ofLudwig Wittgensteinfor Social and Political Thought
Pitkin anota en la introducción del libro que Wittgenstein, de hecho, no ofrece nuevas teorías ni datos empíricos con respecto a la política, pero lo que sí ofrece es una nueva perspectiva, una nueva forma de ver lo que siempre ha estado en frente de nosotros, pero que había pasado desapercibido precisamente por su familiaridad. Lo que nos ofrece Wittgenstein entonces es una técnica, una nueva forma de hacer lo que siempre hemos dado por sentado. Una nueva forma que debe ser aprendida, no simplemente adoptada porque esas formas habituales están tan arraigadas como para significar una segunda naturaleza para nosotros. Pero esta técnica, por sí sola, no sería aplicable a los teóricos políticos si no fuera ampliamente aplicado al lenguaje humano.
El objetivo de Pitkin aquí no es solo metodológico, sino también qué implicaciones substantivas tienen algunos de los temas de la filosofía de Wittgenstein para el estudio político y social. Para ella, la técnica de Wittgenstein no es solo una técnica más, porque esta técnica tiene implicaciones substantivas distintivas en el estudio social y político. Siguiendo las premisas de Wittgenstein sobre el lenguaje para ofrecer una ontología social, Pitkin pretende entender lo que las personas dicen y hacen.

#### Entender lo que las Personas Dicen
Quizás la forma más fundamental en la que Pitkin lleva a Wittgenstein a ofrecer una ontología social que sea relevante para el estudio social y político es como la idea de un juego de lenguaje puede revolucionar nuestra comprensión del significado del discurso social o político. Al considerar el lenguaje como una actividad, Wittgenstein permite al sujeto social estrechar la distancia entre el habla y la acción.
Las palabras, entonces, ya no son meras medidas de facilitación de las acciones, y por lo tanto, son lógicamente separables. Sin embargo, dice Pitkin, al considerar tanto el lenguaje como la acción como elementos del juego del lenguaje, el sujeto social puede determinar qué es lo que cuenta como discurso social y político y saber qué papel tiene una expresión en su práctica social o política. Al tomar el lenguaje como una actividad, las palabras son tomadas como herramientas y, por lo tanto, funcionan de forma distinta según el contexto en el que se utilicen.

#### Entender lo que las Personas Hacen
En las ciencias sociales, no solamente se investiga lo que las personas dicen, sino también lo que hacen. Tal y como se ha visto, Pitkin ha seguido a Wittgenstein al tomar el lenguaje como parte de la actividad humana. No obstante, no se tratan todas las actividades humanas por igual. La discusión de Pitkin sobre la acción humana tiene su base en los políticos teóricos que la precedieron, y que argumentan que las ciencias sociales, y más concretamente los estudios sociales y políticos son fundamentalmente distintos a los estudios que se emplean en las ciencias naturales. Si esta diferencia de tipo significa que la acción humana es irreductible a los eventos físicos naturales, la ciencia social está bastante equivocada.
Si bien la acción debe ser un tema central de estudio, Pitkin, al igual que otros pensadores, argumenta que no se puede estudiar de una forma científica. Esto es, la acción humana no puede ser estudiada de manera lineal y causal. En este apartado, la autora contraargumenta la tesis de Peter Winch. La tesis de Winch se puede dividir en tres argumentos: 1) que la propia concepción del sujeto de lo que está haciendo define lo que está haciendo; 2) que las convenciones que regulan una región lingüística definen las acciones en esa región; y 3) que las convenciones de una cultura en particular definen las acciones en esa cultura.
Sobre el primer argumento, Pitkin dice que ese punto de vista es demasiado estrecho e ignora toda la gama de juegos del lenguaje. Para el segundo argumento, la autora explica que otras regiones del idioma pueden abordar las mismas preguntas. No hay, en consecuencia, líneas divisorias claras entre las regiones lingüísticas y no se debería afirmar que existen. Por último, Pitkin señala que es más probable que hagamos juicios incorrectos sobre las acciones al describir culturas que no son propiamente las mismas que las nuestras.

#### Sobre Justicia
Al inicio del capítulo, Pitkin comienza relatando la anécdota entre Sócrates y Trasímaco sobre justicia. Trasímaco contradice la definición tradicional de justicia de Sócrates, sugiriendo que la justicia es el interés del más fuerte, es decir, lo que quiera que se llame justo es simplemente lo que sirve a los intereses de los más poderosos de la sociedad. Sócrates entonces argumenta que la justicia es cada persona haciendo lo que es apropiado para él como un miembro individual del colectivo.
Pitkin también compara la justicia con el concepto "verde" y "delicioso". Si bien todos sabemos lo que quiere decir delicioso, existen otras culturas las cuales "delicioso" puede ser algo que en nuestra cultura sea extraño. En el caso del concepto "verde", Pitkin argumenta que si enseñamos a alguien a identificar como verde algo azul, para él tomará el significado de verde. Entonces, si interpretamos justicia con el concepto "verde", llega a la conclusión de que no tiene sentido suponer que la palabra podría tener el mismo significado en dos culturas con una concepción distinta de lo que es "justo". En el caso del concepto "delicioso", la brecha entre el significado y las justificaciones es demasiado amplia para permitir que dos extremos distintos se involucren.
Pitkin sostiene que la justicia es un concepto demasiado complejo para definirlo a lo largo de una sola dimensión. La autora argumenta que lo que hace posible la justicia son tres dimensiones: 1) hechos; 2) significado; y 3) estándares. Ella se refiere a los hechos del mundo desde el cual interpretamos el significado , por lo que los estándares de concepto se crean al mismo tiempo que nos los ofrecemos a nosotros.

### Fortune Is a Woman: Gender and Politics in the Thought ofNiccolò Machiavelli
La autora nos ofrece un informe centrado en la naturaleza del género de las imágenes centrales de Maquiavelo y en los problemas que estas imágenes crean en su tratamiento del tema de la autonomía humana.
Pitkin identifica el problema de la autonomía como la preocupación principal de Maquiavelo. Él argumenta la necesidad de una autonomía que reconozca nuestras interdependencias necesarias, una autonomía que implica el desarrollo de nuestra capacidad de reciprocidad dentro de la diferencia. Sin embargo, para Maquiavelo, la autonomía está a menudo entretejida con la virilidad (manhood). Por ello, si autonomía es sinónimo de virilidad, lo que amenaza la autonomía pasa a ser identificado como femenino. No obstante, la mujer no puede ser apartada, expulsada de la condición humana. Definir la autonomía frente a la mujer se convierte en algo contraproducente para Pitkin. El resultado de lo que ella llama la definición misógina de autonomía es la creación, por parte de Maquiavelo, de fuertes imágenes paternas.
Tres son las imágenes que proyecta Maquiavelo: El Zorro, el Fundador y el Ciudadano. Pitkin se centrará en las dos últimas imágenes para aportar explicación a la autonomía que defiende Maquiavelo. La imagen del fundador es misógina, puesto que es un fundador sin madre, que produce virtudes masculinas en los ciudadanos por su crueldad despiadada pero necesaria, que por sí sola puede derrotar a las fuerzas femeninas de corrupción. Sin embargo, al hacerlo él destruye a sus hijos reduciéndolos a una obediencia pasiva. Por su parte, la figura del Ciudadano puede interpretarse sin sesgo de género puesto que implica relaciones de mutualidad entre iguales. Parece imposible, pues, que los ciudadanos autónomos que defiende Maquiavelo puedan surgir de las acciones del Fundador.
En los siguientes capítulos del libro, Pitkin examina la figura de la mujer como corruptoras sexuales de los hombres, sembradoras de discordia y la personificación de la ambición y la avaricia. No obstante,  la autora rectifica su crítica sabiendo de la generalización de esas imágenes en el momento en que se producen. La vida de las mujeres florentinas de la época de Maquiavelo estaba claramente confinada en el hogar, y que el aumento de las relaciones madre-hijo resultaron en una mayor ambivalencia masculina hacia las mujeres.
En el último capítulo, Pitkin intenta rescatar a Maquiavelo de sí mismo. Existe una visión de autonomía universal y reciprocidad en la imagen del Ciudadano, aunque Maquiavelo logra mantenerla. Es sobre esta imagen que la autora afirma que debemos construir la autonomía de los ciudadanos defendida por Maquiavelo.

### The Attack of the Blob:Hannah Arendt's Concept of "the Social"
En este libro, Pitkin se decide a criticar la visión de Hannah Arendt sobre lo social en su obra más conocida y sistemática de la teoría política, "La Condición Humana". Para ella, Arendt confunde sistemáticamente lo social con sociedad, y las separa y junta a su voluntad durante todo el libro. 
Lo primero a lo que se nos refiere la autora, es la aplicación del concepto de lo social de Arendt, de una forma tan obviamente contraproducente para la autora, que socava sus propias enseñanzas centrales. Los modernos, refiriéndonos a la sociedad actual, estamos en una mala situación, sobre la cual necesitamos hacer algo. No obstante, si nos preguntamos de quién es la culpa, la respuesta que da Arendt es, al parecer, la sociedad, lo social. Hannah Arendt lo describe como un agente vivo y autónomo decidido a dominar a los seres humanos.
Pitkin argumenta que la visión de lo social contribuye en gran medida a la paradoja estructural más básica de su obra "La Condición Humana". Tras haber rastreado en gran medida el avance inexorable del monstruo que nos envuelve, el libro de Arendt concluye que no hace falta decir que ello no significa que hayamos perdido ninguna de nuestras capacidades. El último párrafo de su libro invoca la capacidad de pensamiento crítico en particular, llamándonos a que pensemos lo que estamos haciendo. La autora plantea la siguiente pregunta: "¿Por qué una pensadora cuya intención es tan claramente libertaria y empoderadora desarrolla un concepto tan descaradamente contrario a esa intención?".
Arendt escribe sobre lo social como si un monstruo malvado del espacio exterior, totalmente externo a nosotros, hubiera caído sobre nosotros con la intención de debilitarnos y destruirnos, engullendo nuestra individualidad y convirtiéndonos en robots que cumplen sus propósitos. Para acabar, Pitkin discute que tal visión de ciencia ficción proveniente de una pensadora cuyo principal esfuerzo fue enseñar la libertad humana como parte de una comprensión realista, es decir, que las instituciones están hecha de manera humana y depende de nosotros cambiarlas, es sorprendente.